# 马雪雅
马雪雅（1993年12月16日—），中国女子篮球运动员。她代表中国队参加了2018年FIBA女子篮球世界杯。她也参加过2014年亚洲运动会，获得银牌。